# Thomas Wyss
Thomas Wyss (Lucerna, Suiza; 29 de agosto de 1966) es un exfutbolista y entrenador suizo. Jugaba de centrocampista. Jugó 11 encuentros a nivel internacional por la selección de Suiza y fue parte del plantel que jugó la Copa Mundial de 1994.
Tras su retiro comenzó su carrera como entrenador.

## Selección nacional
Debutó por la selección de Suiza el 5 de junio de 1988 contra España por un encuentro amistoso que terminó 1-1.

### Participaciones en Copas del Mundo
| Copa              | Sede           | Resultado        |
| ----------------- | -------------- | ---------------- |
| Copa Mundial 1994 | Estados Unidos | Octavos de final |

## Clubes

### Como jugador
| Club          | País  | Año       |
| ------------- | ----- | --------- |
| FC Lucerna    | Suiza | 1984-1986 |
| FC Aarau      | Suiza | 1986-1989 |
| Grasshopper   | Suiza | 1989-1990 |
| FC Saint-Gall | Suiza | 1990-1993 |
| FC Aarau      | Suiza | 1993-1994 |
| FC Lucerna    | Suiza | 1994-2001 |

### Como entrenador
| Club                            | País  | Año       |
| ------------------------------- | ----- | --------- |
| FC Lucerna (segundo entrenador) | Suiza | 2001      |
| FC Baden                        | Suiza | 2005      |
| FC Lucerna (Inferiores)         | Suiza | 2006-2007 |
| SC Cham (segundo entrenador)    | Suiza | 2008      |
| SC Cham                         | Suiza | 2008-2009 |
| FC Roggwil                      | Suiza | 2009-2011 |
| FC Lucerna (segundo entrenador) | Suiza | 2013-2014 |

## Palmarés

### Como jugador

#### Títulos nacionales
| Título        | Club        | País  | Año     |
| ------------- | ----------- | ----- | ------- |
| Liga de Suiza | Grasshopper | Suiza | 1989-90 |
| Copa de Suiza | Grasshopper | Suiza | 1989    |
| Copa de Suiza | Grasshopper | Suiza | 1990    |